# مهدي محمد جوليد
مهدي محمد جوليد خضر (بالصومالية: Mahdi Maxamed Guleed "Khadar")‏ هو سياسي صومالي، شغل منصب رئيس الوزراء بالوكالة للفترة من 25 يوليو 2020 إلى 23 سبتمبر 2020.